# الدر ساتره
الدر ساتره (انگلیسی: Eldar Sætre) (زاده ۸ فوریهٔ ۱۹۵۶) کارآفرین، بازرگان و مدیر ارشد اجرایی نروژی است، که در حال حاضر به‌عنوان مدیر عامل شرکت استات اویل فعالیت می‌کند.